# Salix niphoclada
Salix niphoclada — вид квіткових рослин із родини вербових (Salicaceae).

## Морфологічна характеристика
Це рослина 0.3–1.5(3) м заввишки (не клонова). Стебла прямі, лежачі чи виткі. Гілки сіро-коричневі, жовто-коричневі чи червоно-коричневі, волосисті, ворсинчасті чи довго-шовковисті до майже голих; гілочки фіолетові, червоно-коричневі чи жовто-коричневі, волосисті, густо ворсинчасті, довго-шовковисті чи запушені. Листки на ніжках 2–5.5 мм; найбільша листкова пластина вузько видовжена, від вузько до широко-еліптична, ланцетна чи обернено-яйцювата, 13–64 × 6–22 мм; краї злегка закручені, цільні (прикриті волосками); верхівка загострена чи гостра; абаксіальна (низ) поверхня густо ворсинчаста чи шерстиста до ворсистої, волоски прямі чи хвилясті; адаксіальна поверхня злегка блискуча, від помірно до рідко ворсинчастої; молода пластинка абаксіально густо-довгошовковиста. Сережки: тичинкові 12–42 × 4–14 мм, маточкові 16–69 × 4–13 мм. Коробочка 4–6 мм. Цвітіння: червень і липень.

## Середовище проживання
Канада (Британська Колумбія, Північно-Західні території, Нунавут, Юкон); США (Аляска); Далекий Схід (Магадан). Населяє вологі або помірно добре дреновані вапнякові, гравійні або піщані заплави, тераси, ескери, тонкі мулисті лесові відкладення, сухі до середньовологі кам'янисті альпійські схили та засолені рівнини, вапнякові осипи, піщані викиди, рівнини; 10–2300 метрів.